# 妹妹頭

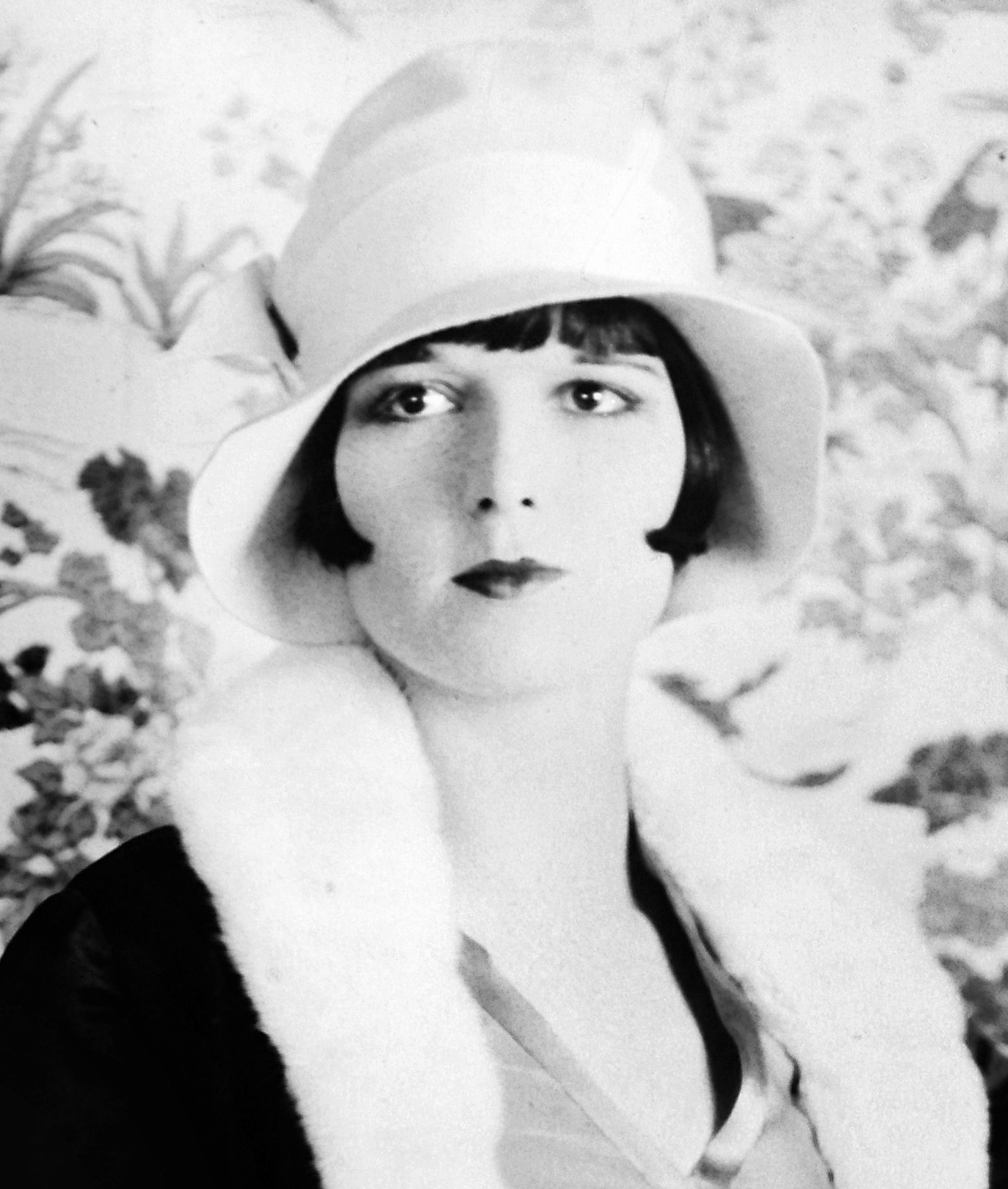
美国演员路易丝·布鲁克斯，约摄于1926年

妹妹頭，又稱鮑伯頭，女性主要的发型之一，通常是把头发剪成一种中短的、两侧贴近耳下且不到嘴角、后面不到衬衫领且并齐下巴长度的直髮或捲髮；一般在前面加上垂在额头且不到眉毛的浏海。它曾经是欧美少年和少女经常梳的发型，也是如今日本女孩的主流发型，且作为成熟女性的发型也很受欢迎。

## 历史

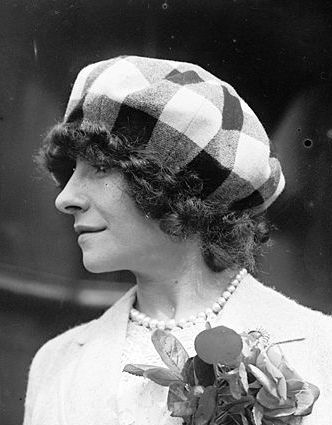
法国艺人波莱尔 (歌手)，摄于1910年

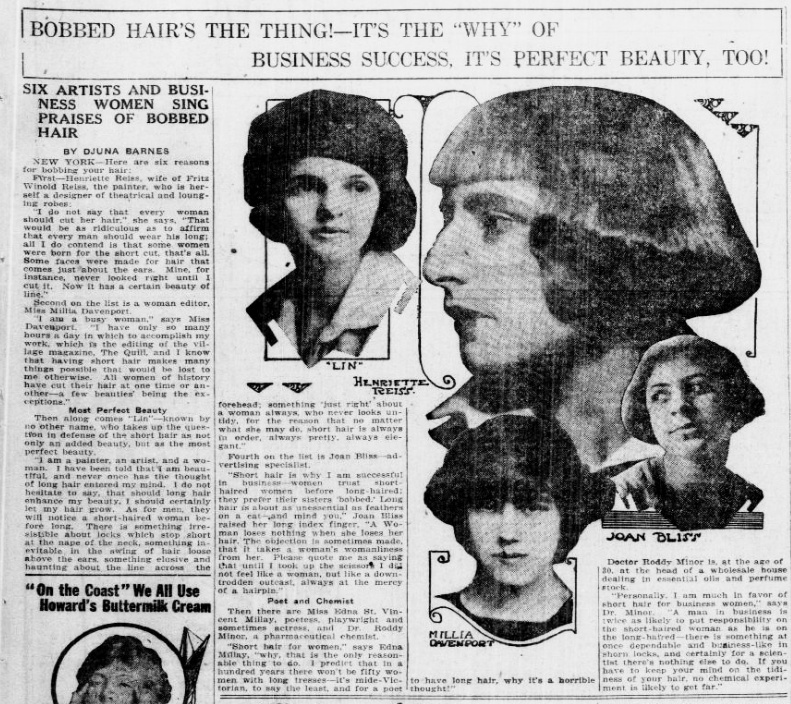
1920年，美国报纸上的一篇宣称“短发即王道”的介绍文章

从历史上看，短髮流行于第一次世界大战之后，之前的西方女性通常会留长髮，尽管年轻女孩、女演员和一些“年老”或时尚女性甚至在第一次世界大战之前就已经戴短髮。例如，1910年，法国女演员波莱尔被描述为“一头浓密的黑色短髮”，这是她在19世纪90年代早期采用的髮型。这种风格一直被认为是不体面的，直到长髮让参與战争工作的女孩带来不便，这种髮型才得到推动。